# Лінійні кораблі типу «Монтана»
Лінійні кораблі типу «Монтана» (англ. Montana-class battleship) планувалися як наступники типу «Айова» для ВМС Сполучених Штатів, більшим за розмірами, і, за рахунок певного зниження швидкості, краще броньованим і з підвищеною вогневою міццю. П'ять було схвалено для будівництва під час Другої світової війни, але зміни у пріоритетах будівництва під час бойових дій призвели до скасування замовлень на користь продовження виробництва авіаносців типу «Ессекс» та лінкори типу «Айова» до того, як були закладені будь-які кілі кораблів типу «Монтана».

## Конструкція
Передбачалося озброєння кораблів дванадцятьма 406 мм гарматами Mark 7 у чотирьох 3-гарматних баштах, тобто доповнення трьома гарматами у окремій башті у порівнянні з типу «Айова». На відміну від трьох попередніх типів лінкорів, «Монтани» розроблялись без врахування будь-яких договірних обмежень. Завдяки збільшеним можливостям протиповітряної оборони та значно товстішій броні на всіх ділянках «Монтана» була б найбільшим, найкраще захищеним і найбільш потужно озброєним озброєним лінкором США. Вони також були б єдиним типом, який конкурував би з типом «Ямато» Японської імперії за водотоннажністю.

## Розвиток проєкту і його скасування
Попередня робота над конструкцією типу «Монтана» почалася ще до вступу США у Другу світову війну. Будівництво перших двох кораблів було схвалене Конгресом у 1939 році після ухвалення Другого закону Вінсона. Напад Японії на Перл-Харбор затримав будівництво типу «Монтана». Успіх палубної авіації в битві в Кораловому морі і, більшою мірою, у битві при Мідвеї зменшив очікувану цінність від нових лінкорів. Отже, ВМС США вирішили скасувати замовлення на «Монтани» на користь більш пріоритетних авіаносців, а також десантних і протичовнових кораблів.
Оскільки будівництво лінкорів типу «Айова» вже досить просунулося, а їхня швидкість дозволяла їм діяти разом з авіаносцями класу «Ессекс», їхні замовлення були збережені, що зробило їх останніми лінкорами ВМС США, включеними до складу флоту.